# Aéroport international Las Américas
L'aéroport international Las Américas est un aéroport de la République dominicaine. Il s'agit de l'aéroport principal de la capitale, Saint-Domingue, avec près de 4 millions de visiteurs par an, et le deuxième du pays après Punta Cana. 

## Situation
Il est situé à environ 20 kilomètres à l'est de capitale, la ville de Saint-Domingue.
| Barahona Constanza La Romana Pedernales Monte Cristi Punta · Cana Samaná · A. Barril Samaná · El Catey Puerto Plata Santiago Saint-D. · Las Américas Saint-D. · La Isabela |

## Statistiques
Le graphique qui aurait dû être présenté ici ne peut pas être affiché car il utilise l'ancienne extension Graph, désactivée pour des questions de sécurité. Des indications pour créer un nouveau graphique avec la nouvelle extension Chart sont disponibles ici.

Voir la requête brute et les sources sur Wikidata.

## Histoire
En 1955, le dictateur Rafael Leónidas Trujillo Molina ordonne officiellement la construction de l'aéroport situé dans la péninsule de la pointe de Caucedo. Avec l'aide d'architectes italiens et français, la construction commence en 1956. L'aéroport est mis en service en 1958 et son inauguration officielle a lieu le 10 novembre 1959.
Cet aéroport a plusieurs fois changé de nom :
- Le décret officiel numéro 5311 de 1959, le nomme « Aéroport international de Punta Caucedo » ; dix jours plus tard, le nom est transformé en « Aéroport international Général Trujillo », en hommage au Généralissime. Le 25 novembre 1961, après la mort du dictateur, il retrouve son nom originel. La Pan American World Airways a été la première compagnie aérienne à établir des lignes régulières avec Saint-Domingue.
- Pendant la guerre civile et après les élections présidentielle de 1966, Joaquín Balaguer Ricardo a changé le nom pour sa dénomination actuelle : Aéroport international Las Américas et approuvé par le décret de loi 389 du 18 décembre 1968.
- Le 20 mai 1998, la Chambre des députés, en majorité des députés du Parti révolutionnaire dominicain (PRD approuvent le nom « Aéroport international José Francisco Peña Gómez » en hommage à cet homme politique dominicain. Peña Gómez avait été le chef du PRD dans les années 1960 et fut très influent localement et internationalement. Les sénateurs ont ensuite approuvé ce changement.
- Après une avalanche de critiques sur ce dernier changement de nom, le gouvernement dirigé par Hipólito Mejía Domínguez a promulgué la loi 139-03 qui transformait le nom en « Aéroport International de Las Américas Dr José Francisco Peña Gómez ».

## Installations
La piste d'atterrissage a été totalement refaite en 2007. Pendant la durée des travaux, le taxiway a été utilisé comme piste principale afin de ne pas interrompre la réfection de la piste principale.
La nouvelle piste a été inaugurée le 1er février 2009, elle est capable d'accueillir l'Airbus A380. Elle est reconnue comme une des meilleures piste des Caraïbes.
Le Terminal Nord est capable d'accueillir 6 Boeing 747 simultanément, ou deux Airbus A380. Le coût des travaux s'élève officiellement de 125 millions de dollars américains. Le Terminal Sud, qui avait servi de structure d'accueil jusqu'à la mise en service du terminal nord, a été totalement remodelé depuis 2012 et les travaux se sont achevés début 2014.
L'aéroport peut accueillir 4,1 millions de passagers par an.

## Compagnies et destinations
| Compagnies                    | Destinations |
| ----------------------------- | --- |
| Aeroméxico                    | Mexico-B. Juárez |
| Air Antilles                  | Guadeloupe - Maryse Condé |
| Air Canada Rouge              | En saison : Toronto (Pearson) |
| Air Caraïbes                  | Paris-Orly, Guadeloupe - Maryse Condé |
| Air Europa                    | Madrid-Barajas |
| Air Santo Domingo             | Anguilla-Clayton J. Lloyd, Tortola - Terrance B. Lettsome (en) |
| American Airlines             | Charlotte-Douglas , Dallas-Fort Worth, Miami, Philadelphie |
| Avianca                       | Bogota-El Dorado |
| Avior Airlines                | Caracas-Maiquetía |
| Condor                        | Francfort |
| Conviasa                      | Caracas-Maiquetía |
| Copa Airlines                 | Panama-Tocumen |
| Delta Air Lines               | Atlanta H.-Jackson, New York-John F. Kennedy |
| Eastern Airlines              | Boston Logan, Miami |
| Frontier Airlines             | Miami, Orlando, San Juan - Luis-Muñoz-Marín |
| Iberia                        | Madrid-Barajas |
| InterCaribbean Airways        | - La Havane-José Martí, - Kingston-N. Manley, - Providenciales, - Santiago de Cuba-A. Maceo, - Saint-Martin - Princesse-Juliana, - Tortola - Terrance B. Lettsome (en)                                                         |
| JetBlue Airways               | - Boston Logan, - Fort Lauderdale-Hollywood, - Newark-Liberty, - New York-John F. Kennedy, - Orlando, - San Juan - Luis-Muñoz-Marín                                                                                            |
| LASER Airlines                | Caracas-Maiquetía |
| Nordwind Airlines             | En saison Charter : Moscou Chérémétiévo |
| Sky Cana Airlines             | New York-John F. Kennedy |
| Sky High (compagnie aérienne) | - Anguilla-Clayton J. Lloyd, - Saint John's-V. C. Bird, - Aruba-Reine-Beatrix, - Bonaire-Flamingo, - Curaçao, - Kingston-N. Manley, - Medellín-J. M. Córdova, - Saint-Christophe-et-Niévès, - Saint-Martin - Princesse-Juliana |
| Spirit Airlines               | Fort Lauderdale-Hollywood, Miami |
| Sunrise Airways               | Port-au-Prince T. Louverture |
| Turpial Airlines              | Valencia A. Michelena |
| United Airlines               | Newark-Liberty, Washington-Dulles |
| Venezolana                    | Caracas-Maiquetía |
| Wingo                         | Bogota-El Dorado |

Édité le 01/04/2019  Actualisé le 05/10/2021